# Rébellions de 1837 et 1838 au Canada
 (mars 2015).
Si vous disposez d'ouvrages ou d'articles de référence ou si vous connaissez des sites web de qualité traitant du thème abordé ici, merci de compléter l'article en donnant les références utiles à sa vérifiabilité et en les liant à la section « Notes et références ».
Les rébellions de 1837 et 1838 au Canada sont des insurrections contre le pouvoir impérial dans les colonies canadiennes de l'Amérique du Nord britannique. Elles regroupent deux soulèvements armés distincts, qui se déroulent dans les provinces britanniques du Bas-Canada et du Haut-Canada en 1837 et 1838.
Ces soulèvements, qui se déroulent sur fond de crises économiques et agricoles, sont provoquées par le refus de la part des autorités britanniques coloniales d'accorder les réformes politiques réclamées par les assemblées législatives des provinces, notamment l'établissement d'un gouvernement responsable. Dans le Bas-Canada, ce conflit se double d'une volonté d'émancipation de la majorité francophone face à la domination politique et économique que lui inflige la minorité britannique.

## Événements

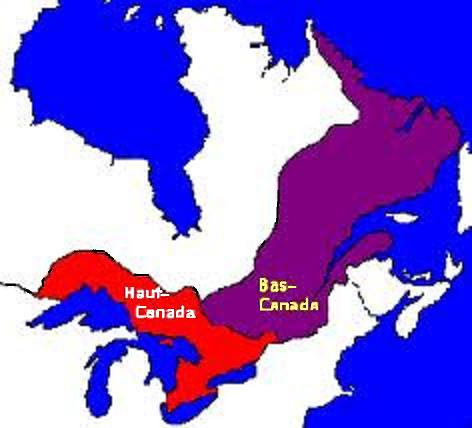
Les provinces du Haut-Canada et du Bas-Canada.

Les rébellions ont lieu dans les colonies du Haut-Canada et Bas-Canada, c'est-à-dire dans la partie sud des provinces canadiennes actuelles de l'Ontario et du Québec. La rébellion au Bas-Canada débute en premier, en novembre 1837, et était menée par Wolfred et Robert Nelson et par Louis-Joseph Papineau. Cette rébellion inspirerait la rébellion, beaucoup plus courte, au Haut-Canada menée par William Lyon Mackenzie en décembre.
Dans les deux cas, le nombre des insurgés est beaucoup moins important que celui des troupes britanniques et des miliciens loyaux au régime, leur armement très limité et leur connaissance des tactiques militaires très sommaire. Les quelques batailles sont donc plutôt à sens unique. Les rebelles sont en général été encerclés rapidement et doivent rendre après quelques heures.

### Bas-Canada
La rébellion du Bas-Canada (appelée aussi rébellion des Patriotes) fut un conflit plus large et soutenu par un mouvement d'émancipation démocratique de Canadiens français et d'Irlandais catholiques contre le gouvernement colonial britannique et l'oligarchie marchande. Elle est l'aboutissement d'un conflit politique larvé qui existe depuis la Conquête britannique entre la population civile et l'occupant militaire colonial.

### Haut-Canada
La rébellion du Haut-Canada est un soulèvement avorté au Haut-Canada contre la clique au pouvoir dans la colonie, connue sous le nom du Family Compact.

## Conséquences à long terme
John George Lambton, futur comte de Durham, est envoyé au Canada en 1838 pour faire enquête sur les causes des rébellions de 1837-38. Il est nommé Gouverneur général du Canada et chargé des pouvoirs spéciaux de haut-commissaire de l'Amérique du Nord britannique.
Son Rapport sur les affaires de l'Amérique du Nord britannique, plus connu sous le nom de rapport Durham, recommande que le Haut-Canada et le Bas-Canada soient réunis en une seule province qui deviendra majoritairement britannique, dans la perspective de noyer la majorité francophone.
Il recommande également l'accélération de l'immigration britannique au Canada afin de marginaliser la population canadienne-française, la forçant ainsi à choisir la voie de l'assimilation linguistique et culturelle. Finalement, il suggère le retrait des libertés accordées aux Canadiens français par l'Acte de Québec et l'Acte constitutionnel afin d'éliminer les fondements de leur identité française.
Même si les deux rébellions sont finalement écrasées, les réformistes les plus modérés, comme les partenaires politiques Robert Baldwin et Louis-Hippolyte La Fontaine, acquèrent une plus grande crédibilité en tant que voie alternative aux radicaux. En 1848, ils réussissent à convaincre le gouverneur britannique d'accorder le gouvernement responsable au Canada-Uni, conséquence indirecte des rébellions atteint malgré leur défaite.

## Postérité

### Débat historique sur les rébellions
Les historiens canadiens ne s'entendent pas encore pour dire à quel point les mouvements de réforme au Haut-Canada et au Bas-Canada étaient liés. L'opinion jadis populaire, celle exprimée par Lord Durham, était que les deux mouvements étaient uniques et séparés, coïncidant simplement dans le temps. De ce point de vue découlait l'interprétation habituelle que la rébellion des Patriotes au Bas-Canada reposait essentiellement sur des motifs ethniques et culturels, ce qui suggérait qu'il s'agissait d'un conflit entre nationalistes canadiens-français et l'élite anglaise, et la rébellion au Haut-Canada serait un conflit entre les idéologies républicaines et monarchistes.
De plus en plus, toutefois, cette interprétation est mise en doute par les historiens tels que John Ralston Saul, qui suggère que les rébellions faisaient toutes deux parties du même mouvement répandu pour la réforme démocratique et républicaine. Il attire l'attention sur la très grande correspondance entre les chefs des rébellions, ainsi que l'importance de certains anglophones dans la rébellion au Bas-Canada, comme les frères Wolfred Nelson et Robert Nelson. Les historiens canadiens-français considèrent souvent les rébellions comme faisant partie du premier mouvement international de décolonisation, qui incluait également les États-Unis, Haïti, le Mexique, le Brésil et plusieurs autres colonies de l'Amérique du Sud et de l'Amérique centrale au début du XIXe siècle, ainsi que des mouvements d'indépendance en Belgique et en Grèce.

### Film
Michel Brault réalise en 1999 un film sur la rébellion de 1838 intitulé Quand je serai parti... vous vivrez encore.
Le film 15 février 1839, sorti en 2001, réalisé par  Pierre Falardeau, dépeint les derniers jours des Patriotes qui furent pendus le 15 février 1839.

### Bataillon Mackenzie-Papineau dans la guerre d'Espagne
En 1937, exactement cent ans après la rébellion, William Lyon Mackenzie et Louis-Joseph Papineau donnèrent leur nom au Bataillon Mackenzie-Papineau, ou les Mac-Paps, un bataillon de soldats canadiens qui ont combattu pour la cause républicaine en Espagne durant la guerre d'Espagne.